# Ettringen (Klettergebiet)

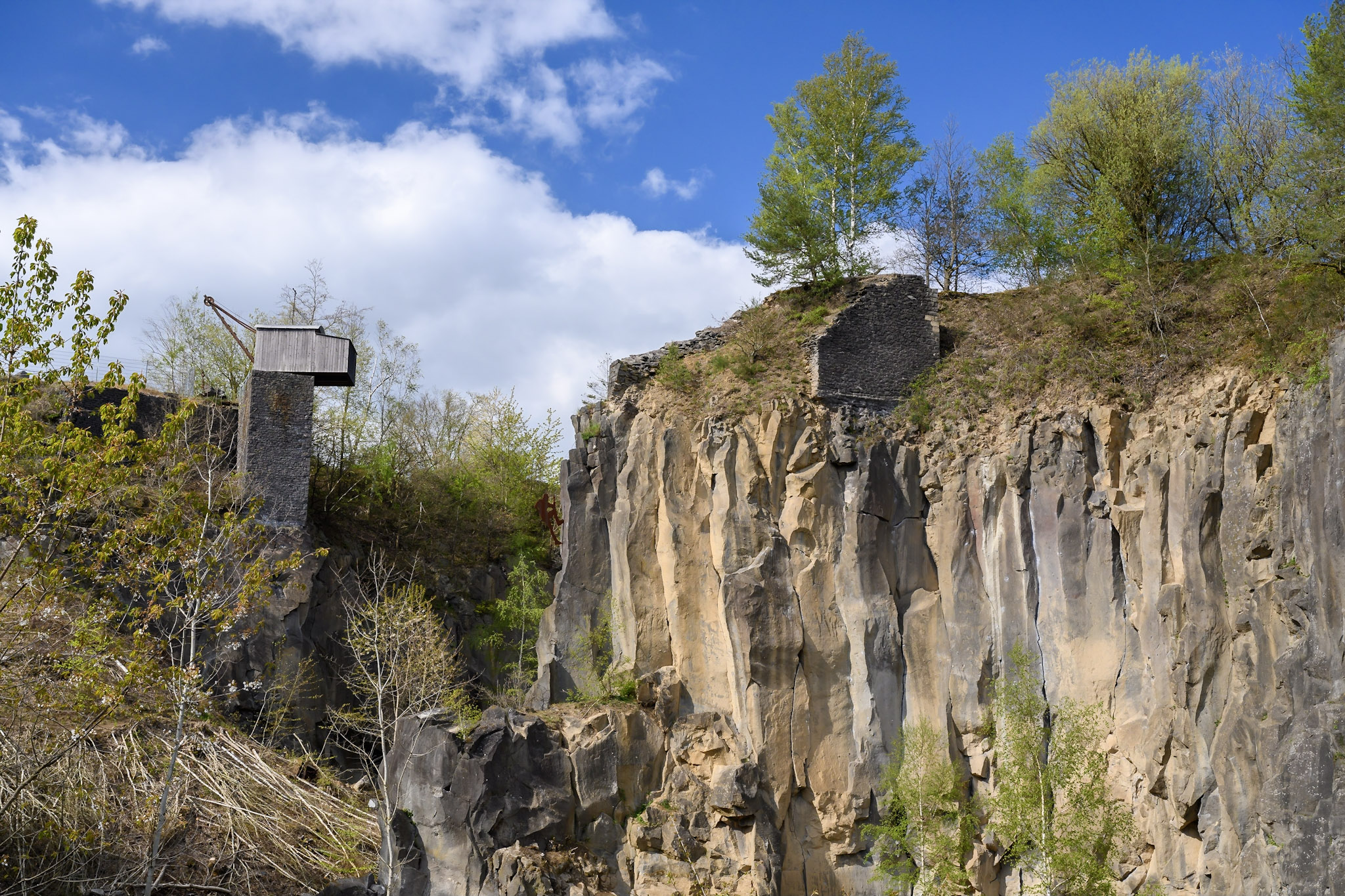
Basaltwand in der Ettringer Lay

Das Klettergebiet Ettringen liegt in den Basaltsteinbrüchen zwischen Mayen, Ettringen und Kottenheim am Rande der Osteifel zu Füßen des Hochsimmer. Es bietet eine Vielzahl an Riss-, Verschneidungs- und Kantenklettereien an griffigem Vulkangestein.

## Geologie
Vor etwa 200.000 Jahren entstand dort der Basalt durch vulkanische Aktivitäten, der vor allem ab 1850 für den Bahn- und Straßenbau abgebaut wurde. Im Anschluss an den Bergbau begann das Klettern in den aufgelassenen Steinbrüchen in den 1980er Jahren, und inzwischen finden sich dort etwa 1.700 Routen.